# Бунка хёрон
«Бунка хёрон» (文化評論, Bunka hyōron) — японский иллюстрированный ежемесячный журнал, официальное печатное издание Коммунистической партии Японии.

## Общие сведения
Журнал издавался в Токио, первый номер вышел из печати в декабре 1961 года, публикация прекращена на 387 выпуске в марте 1993 года.